# Іваново-Південний (аеропорт)
Аеропорт Іваново-Південний(IATA: IWA, ICAO: UUBI) — цивільний аеропорт у Росії розташовано за 7 км на захід від Іваново.

## Приймаємі типи повітряних суден
Ан-12, Ан-24, Ан-28, Ан-30, Ил-76, Ту-134, Ту-154, Ту-204, Ту-214, Як-40, Як-42, А-319-100, А-320, B-737, Boeing 757-200, Beechcraft-350, Bombardier CRJ-100,-200, Embraer EMB 120 Brasilia, Falcon-7x, Pilatus PC-12, SAAB 340, SAAB-2000, Sukhoi Superjet 100 і більш легкі, гелікоптери всіх типів.

## Авіалінії та напрямки
| Авіакомпанія | Пункт призначення                 |
| ------------ | --------------------------------- |
| RusLine      | Москва–Внуково, Ст Петербург      |
| S7 Airlines  | Сезонно: Анапа, Сімферополь, Сочі |
| Smartavia    | Сезонно: Сімферополь, Сочі        |

## Пасажирообіг
Див. джерело запитів Вікіданих та джерела.

## Ресурси Інтернету
- Ivanovo Yuzhny Official website [Архівовано 4 липня 2018 у Wayback Machine.] (рос.)
- Aviation Safety Network: accident history for IWA [Архівовано 29 вересня 2007 у Wayback Machine.]